# ガメア空港
ガメア空港（ガメアくうこう、英語: Gumare Airport）は、ボツワナ共和国ノースウェスト地区の町・ガメアに存在する空港。滑走路が劣化しており、現在は閉鎖中と見られている。